# Brasão de Alagoas
O brasão de armas de Alagoas  é o emblema heráldico e um dos símbolos oficias do estado brasileiro de Alagoas, juntamente com a bandeira e o hino estadual.
O brasão estadual foi concebido pelo professor Théo Brandão, e instituído pela mesma Lei lei nº 2.628 de 23 de setembro de 1963, que estabelece os símbolos estaduais.

## Descrição heráldica
O artigo 1º da lei nº 2.628/1963 assim descreve o atual brasão:

"Escudo português antigo, em posição natural, partido de prata. À destra com um rochedo de goles (vermelho), sainte de um mar ondado e movente da ponta que sustem uma torre de goles (vermelho), que é de Penedo; à sinestra, com três morros de goles (vermelho), unidos, o do meio mais alto, saintes de um contra-chefe de oito faixas onduladas de blau (azul) e prata, alternadas, que é de Porto Calvo. No chefe, ondado de blau (azul), três tainhas nadantes de prata, postas em contra-roquete, que é das Alagoas (Alagoas do Sul, atual Marechal Deodoro). Por apoios, à destra, um coimo de cana-de-açúcar empedoado, e à sinestra, um ramo de algodoeiro, encapuchado e florado, ambos de sua cor. Em cima, estrela de prata, de cinco pontas, como timbre. Em baixo, listel de sinopla (verde) debruado de jalne (oiro) com o mote: AD BONUM ET PROSPERITATEM, LETRAS DO MESMO".

## Significado
A parte superior representa Marechal Deodoro, que foi a cabeça da Comarca, com o nome Alagoas do Sul. Há nessa parte três tainhas que simbolizam as principais lagoas: Mundaú ou Norte, Manguaba ou do Sul e Jequiá. Essas tainhas também lembram que a atividade pesqueira, importante fontes de renda da região.
A parte que fica à esquerda do escudo, representa Penedo: um rochedo vermelho, sustentando uma torre também vermelha, sobre o mar azul. E a parteà direita representa Porto Calvo: três morros de cor vermelha para recordar o sangue e a coragem dos habitantes da vila. As quatro faixas onduladas em azul, lembram os quatro rios da região: Mocaitá, Tapamundé, Comandatuba e Manguaba.
A cana-de-açúcar e algodão, que sustentam o brasão, representam as duas principais atividades agrícolas.
Em cima do escudo está uma estrela de prata, lembrando as estrelas da Bandeira do Brasil e mostrando que Alagoas, ali está representada.
Abaixo do escudo, uma fita de cor amarela, com as palavras: “ad bonum ET prosperitatem”, lembrando as primeiras palavras do decreto que criou a Capitania de Alagoas (para o bem e para a prosperidade).

## Brasões anteriores

### Colônia
Foram os portugueses, à época da colônia, que instituíram o primeiro brasão para o território alagoano.[carece de fontes?] Trata-se de um escudo redondo de campo em prata, dispondo três tainhas postas em pala (uma por sobre a outra). À época da ocupação holandesa do nordeste do Brasil é certo que tal escudo figurava como representativo da região,.[carece de fontes?] sendo adotado e adaptado pelos ocupantes, como atestam antigas estampas. A região só se tornou comarca em 1711, e capitania em 1817, o que denota certa carência de relevância administrativa à época

Antigo brasão de Alagoas do período colonial.
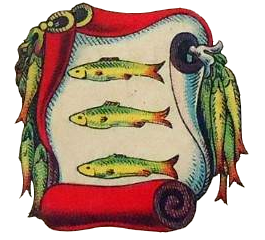
Brasão de Alagoas do período colonial (Brasil Holandês).[nota 1]
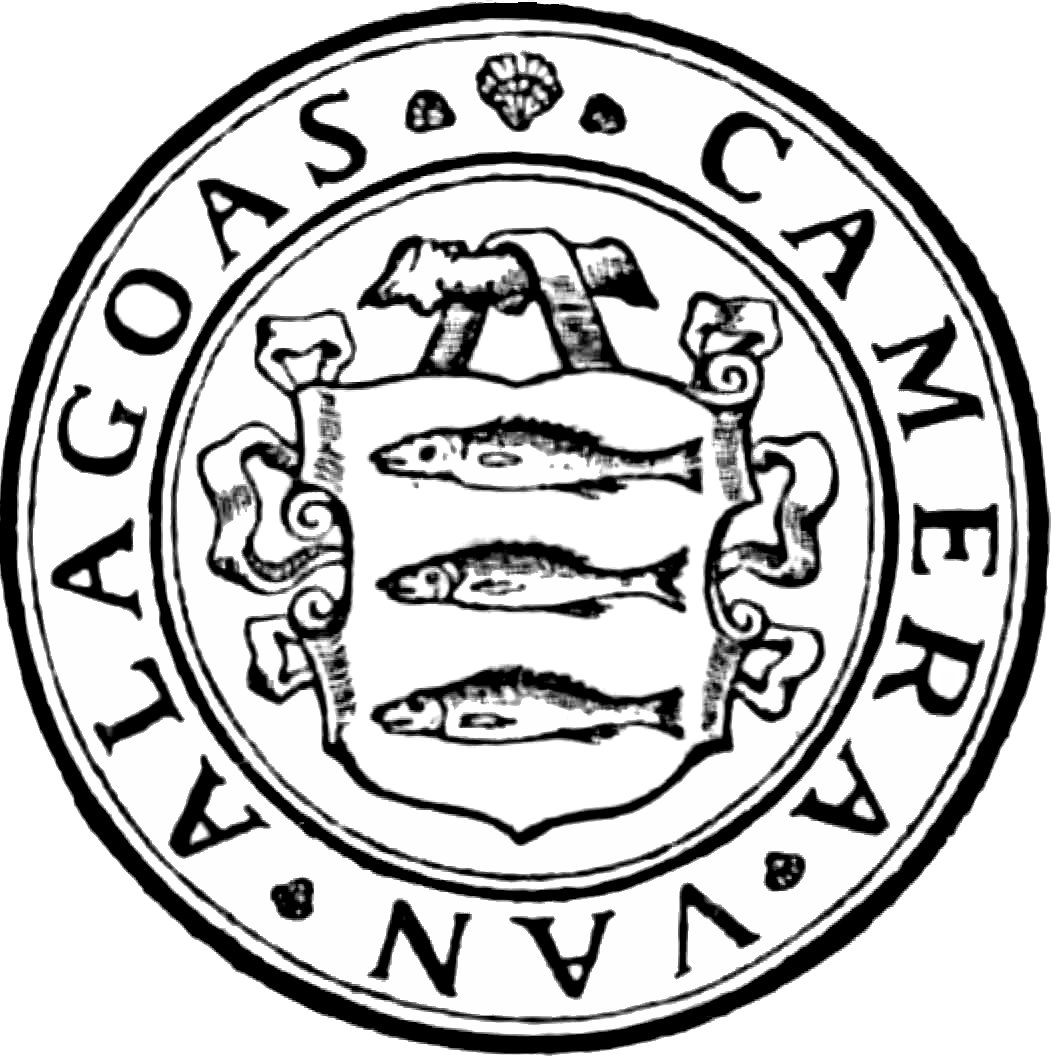
Selo da Câmara de Alagoas, durante o domínio Holandês.

### República

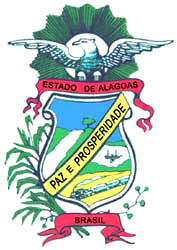
Segundo brasão alagoano, instituído em 1894.

O primeiro brasão do estado de Alagoas, já no período republicano, foi instituído por meio do decreto n.º 53, de 25 de maio de 1894, e suspensa em 10 de novembro de 1937, juntamente com todos os símbolos estaduais do Brasil, por meio da constituição brasileira de 1937. Esse brasão era assim descrito:

Um escudo atravessado por uma faixa em sentido obliquo e descendente da esquerda para a direita com a legenda — Paz e Propsperidade — o que constitúe a nossa principal aspiração. Na base esquerda, como representação das nossas industrias, o trem de uma via ferrea, e logo acima um barco a vapor dá a idéa do nosso commercio. No centro ao lado direito, o nosso mais notavel accidente physico, a Cachoeira de Paulo Affonso, formada pelo rio S. Francisco, recorda as nossas vias de communicalçao fluvial. Na parte superiordo lado direito uma estrella radiante. Na parte superior do lado direito uma estrella radiante symbolisa a que representa o Estado de Alagôas nas armas e bandeira da Republica. Um feixe de cannas e um ramo de algodoeiro, orlando a parte inferior do escudo, rememoram a nossa lavoura. Na parte superior uma aguia deslumbrada, emblema da força, cercada de uma aureola, abrange o escudo com as suas azas estendidas. Finalmente, uma fita de pontas bipartidas, desenhada por cima do escudo, contém, em caracteres maiusculos, às palavras "Estado de Alagoas" e em outrafita menor, que na parte inferior enlaça o feixede cannas e o rama algodoeiro, se lê em identicos caracteres a palavra "Brasil". O presente decreto será opportunamente submetido á approvação do Congresso.